# Phetchaburi (stad)
Phetchaburi (Thais: เพชรบุรี) is een stad in Centraal-Thailand. Phetchaburi is hoofdstad van de provincie Phetchaburi en het district Phetchaburi. De stad telde in 2000 bij de volkstelling 40.230 inwoners.

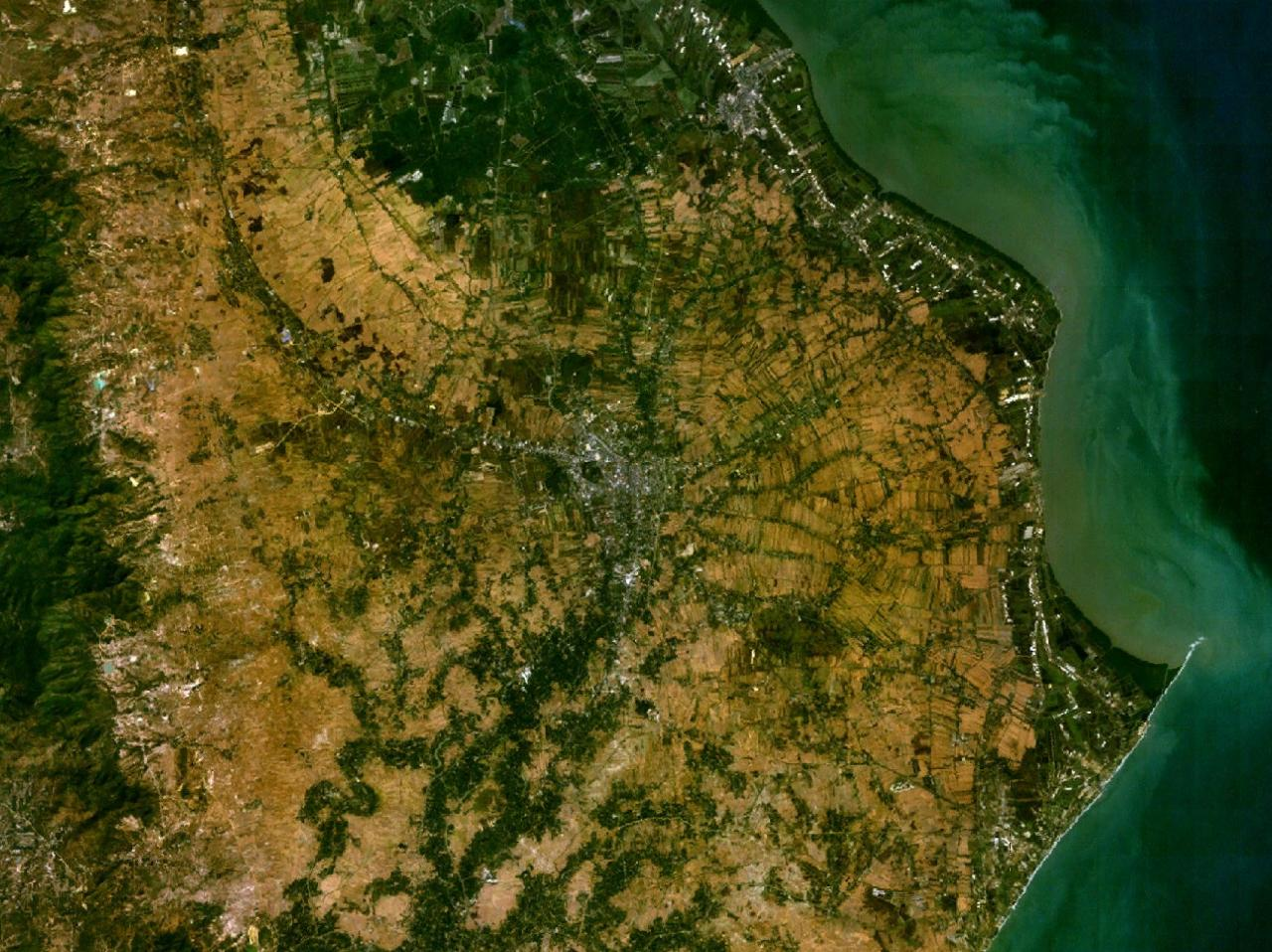
Satellietfoto van Phetchaburi en omgeving